# ASOS
ASOS plc [eɪsɒs] ist der größte britische Online-Versandhandel im Bereich Mode und Kosmetik. ASOS verkauft weltweit sowohl Modeartikel von über 850 Marken als auch ein eigenes Sortiment an Modeartikeln.
Der Umsatz des Unternehmens stieg bis 2022 stetig und lag für das Geschäftsjahr 2022/23 bei etwa 3,55 Mrd. Pfund. Damit war Asos das weltweit siebtgrößte Fast-Fashion-Unternehmen und betrieb den nach Umsatz neuntgrößten Onlineshop für Mode (Vergleichsjahr 2021).
ASOS ist im Bereich Ultrafast fashion tätig, bietet pro Woche rund 4000 neue Teile an, wendet sich an Käufer, die per Smartphone kaufen und verkürzt radikal die Zeit vom ersten Erscheinen eines Trends auf dem Laufsteg bis zum Verkauf an den Kunden.

## Geschichte

### Gründung als AsSeenOnScreen
Asos wurde von den Unternehmern Nick Robertson und Quentin Griffiths unter dem Namen As Seen On Screen (etwa wie im Fernsehen gesehen) gegründet. Sie hatten ab 1996 gemeinsam eine Werbeagentur namens Entertainment Marketing aufgebaut, die mit Produktplatzierungen erfolgreich war. Dabei kamen sie 1999 auf die Idee, Produkte zu verkaufen, die von Prominenten im Fernsehen gezeigt oder genutzt wurden. Im März 2000 ging die Website asSeenonScreen.com online, im Juni folgte der offizielle Start des Unternehmens. Dafür sammelten sie 2,4 Mio. Pfund Gründungskapital ein. Fast die Hälfte davon, 1,1 Mio. Pfund, kamen von Robertsons Bruder Nigel, der damals in Monaco lebte und das Startup Scoot.com gegründet hatte. Über seine Kontakte konnten sie weitere Investoren und ihren Business Angel Andrew Regan gewinnen.
Eine ihrer ersten Angestellten war die Einkäuferin Lorri Penn, die vorher für den Modekonzern Arcadia gearbeitet hatte. Sie erkannte das Potential darin, von Stars getragene Outfits zum Nachkaufen anzubieten. Mit ihrer Expertise fokussierte sich das Unternehmen immer mehr auf Bekleidungsmode. 2001 wurde die AsSeenOnScreen Holding zum Alternative Investment Market an der London Stock Exchange zugelassen. Der Onlinehandel machte bereits 2002 deutlich mehr Umsatz als das Geschäft mit Produktplatzierungen und ließ das Unternehmen schnell wachsen. Als es 2002 begann, auch eigene Artikel anzubieten, die nie im Fernsehen getragen worden waren, nutzte es in der Kundenkommunikation immer häufiger das Akronym ASOS. Im August 2003 wurde auch die Firmierung der beiden Gesellschaften AsSeenOnScreen Holdings PLC und AsSeenOnScreen Limited angepasst.

### Wachstum mit Mode
2004 arbeitete Asos erstmals profitabel und führte eine eigene Modemarke für Frauen ein. Der Mitgründer und Marketingdirektor Griffiths verließ das Unternehmen im Sommer, um sich anderen Investments zu widmen. Der Tanklagerbrand Buncefield im Dezember 2005 beschädigte das Asos-Lager bei Hemel Hampstead, woraufhin das Unternehmen den Verkauf sechs Wochen lang einstellen musste. Im gleichen Geschäftsjahr setzte Asos mit 18 Mio. Pfund mehr als je zuvor um und baute die Modedesign-Abteilung aus. Im September 2006 kooperierte Asos zum ersten Mal mit einer anderen Modemarke und führte ein monatliches Kundenmagazin ein. Ab 2007 vermarktete sich Asos auch gezielt im Ausland. 2009 machten internationale Verkäufe knapp 20 % der Umsätze aus, die insgesamt auf 165,4 Mio. Pfund wuchsen. Etwa die Hälfte der verkaufen Teile waren Asos-Marken, der Rest andere niedrig- und höherpreisige Marken. Damit hatte sich Asos erfolgreich als Modeanbieter mit redaktionellem Inhalt neu positioniert. Das Unternehmen übernahm viel erfahrenes Personal von den Modehandelsketten und galt als einer der erfolgreichsten britischen Onlinehändler.
Im Sommer kündigte Asos an, sein Distributionszentrum von Hemel Hampstead in ein größeres bei Barnsley zu verlegen. Am 30. September 2010 startete das Unternehmen einen Shop-Seite für den US-Markt, im Oktober dann für Deutschland und Frankreich. Bestseller kaufte in dieser Zeit viele Aktien auf und hielt Anfang 2011 etwa 17 % der Anteile. Im dritten Quartal des Jahres 2011 wurde ASOS auch in Spanien, Australien und Italien eingeführt. Durch die internationale Expansion wuchsen die Umsätze weiter schnell an.
2013 eröffnete ASOS in Birmingham ein neues Büro. Im selben Jahr hatte ASOS Gürtel zurückgerufen, da sie mit dem radioaktiven Cobalt-60 verseucht waren. Zudem startete Asos auch Onlineshop für China und Russland, eine Zusammenarbeit mit Primark wurde hingegen nach einigen Monaten wieder eingestellt.
Im Juni 2014 konnten aufgrund eines Feuers im Lager Barnsley Bestellungen drei Tage lang nicht bearbeitet werden.
Der Gründer Robertson trat im September 2015 als CEO zurück, sein Nachfolger wurde Nick Beighton, der vorher Chief Operating Officer (COO) war.
Eine Analystin sagte 2017, dass Asos vor allem durch die Nähe zu Trends und den großen Anteil neuer Artikel erfolgreich sei.
Am 1. Februar 2021 übernahm ASOS die Modemarken Topshop, Topman, Miss Selfridge und HIIT von der insolventen Einzelhandelsgruppe Arcadia. Der etwa 330 Mio. Pfund teure Kauf umfasste aber nicht deren Ladengeschäfte und Logistikzentren. Im Juli kündigte Asos eine Zusammenarbeit mit der US-amerikanischen Handelskette Nordstrom an, bei der sich Nordstrom an den ehemaligen Arcadia-Marken beteiligte und Asos-Artikel in den eigenen Läden vertrieb.

### Gebremste Entwicklung ab 2021
Im Juli 2021 gab Asos an, dass es mit weniger stark steigenden Umsätzen rechne. Die COVID-19-Pandemie und die daraus folgenden Engpässe in den globalen Lieferketten würden, neben dem Brexit, zu großen Unsicherheiten und Lieferproblemen führen. Beighton trat im Oktober 2021 mit sofortiger Wirkung als CEO zurück, vertretungsweise übernahm der Chief Financial Officer Matt Dunn zusätzlich den Posten als COO. Beobachter brachten die Entscheidung mit den geringeren Wachstumserwartungen in Verbindung.
Nach einer Ankündigung im Januar verließ Asos am 21. Februar den Alternative Investment Market (AIM) und wechselte in den Hauptmarkt der Londoner Börse. Es gehörte lange zu den größten Unternehmen im AIM, ein Kommentator hielt den Wechsel für überfällig. Die Medien meinten, dass Asos mit dem Wechsel und den dadurch verschärften Berichtspflichten mehr Anerkennung und Investoren gewinnen wolle. Außerdem spiele wohl die Abgrenzung von Boohoo eine Rolle. Nach dem russischen Überfall auf die Ukraine zog sich Asos Anfang März aus Russland und der Ukraine zurück. Das Halbjahr 21/22 schloss Asos mit einem Verlust ab.
Mitte Juni 2022 übernahm José Antonio Ramos Calamonte die Leitung des Unternehmens, auch der Verwaltungsratsvorsitz wechselte. Gleichzeitig gab das Unternehmen eine weitere Gewinnwarnung heraus, der Aktienkurs fiel auf ein 12-Jahres-Tief. Die Presse sah die Ursachen neben abklingenden Effekten der COVID-19-Pandemie, die Asos 2021 geholfen hatte, in dem durch die Inflation zurückgegangenen Kaufverhalten der Hauptzielgruppe. Das führte auch zu mehr Retouren bei Asos.
Die britische Competition and Markets Authority begann Anfang 2022, wegen Greenwashing gegen Asos (sowie Boohoo und Asda) zu ermitteln. Die Zeitung I berichtete, dass Asos wenige Wochen vor dem Untersuchungsbeginn im Stillen seine als „nachhaltig“ beworbenen Kollektionen (‚responsible edit‘) und die entsprechenden Filter aus dem Shop entfernt hatte. 2024 einigten sich die Unternehmen mit der Behörde, regelmäßige Berichte zu veröffentlichen und Greenwashing in der Werbung zu vermeiden.
Der im Oktober 2022 veröffentlichte Geschäftsbericht wies einen Verlust aus. Weltweit war der Umsatz war nur um etwa ein Prozent gewachsen, in einigen Regionen sogar geschrumpft. Die Führung kündigte umfassende Reformen an. Im gleichen Monat erwarb der britische Einzelhändler und Sportmodehersteller Frasers Group, gegründet und beherrscht von Mike Ashley, gut 5 % der Anteile. Um den Jahreswechsel kündigte Asos einige Einsparungen an: So sollten Personal entlassen, Büro- und Lagerflächen verkleinert und 35 Marken aus dem Shop delistet werden. Sky News berichtete Ende Januar, dass Asos einen externen Restrukturierungsexperten angestellt habe. Im Mai nahm Asos neue Kredite auf und nahm eine Kapitalerhöhung vor. Die Sunday Times berichtete Anfang Juni 2023, dass Trendyol Asos im Dezember des vorherigen Jahres ein Übernahmeangebot gemacht hatte. Die Frasers Group kaufte im weiteren Jahresverlauf Firmenanteile, die sich Ende August 2023 auf etwa 20 % beliefen.
Im am 1. November 2023 veröffentlichten Jahresabschluss gab Asos deutlich gestiegene Verluste bekannt, die das Unternehmen auf die Marktbedingungen und die Restrukturierung zurückführte. Es kündigte an, sein neues Lager in Lichfield abzustoßen. Außerdem war ein Verkauf der Marke Topshop im Gespräch. Eine Kommentatorin bescheinigte Asos eine Identitätskrise und meinte, das Unternehmen sei kaum mehr von Wettbewerbern zu unterscheiden. Anders als Zara und & other Stories habe es keinen Vorsprung beim Design mehr und könne außerdem preislich nicht mit Shein und Temu mithalten. Die Vermarktung als nachhaltiger Anbieter sei ebenfalls nicht glaubwürdig.
Zum Black Friday 2023 eröffnete Asos erstmals für einige Tage ein Pop-Up-Geschäft in der Londoner Einkaufsstraße Rathbone Place.
Im Mai 2024 vereinbarte Asos eine Lizenzvereinbarung mit Reliance Retail, einer Tochter von Reliance Industries, die Asos-Produkte in Indien vertreiben sollte.
Nachdem die Aktienkurse 2024 weiter fielen, ASOS mehr Verluste machte und Stellen abbaute, kritisierte die Gewerkschaft GMB eine Gehaltserhöhung für den Geschäftsführer Calamonte.

## Unternehmen

### Marketing
Die Zielgruppe von Asos sind vor allem junge Menschen vom Teenager- bis ins junge Erwachsenenalter. Wichtige Marktregionen für das Unternehmen sind das Vereinigte Königreich und die EU-Länder, gefolgt von den Vereinigten Staaten und dem Rest der Welt.
Asos betrieb 2022 insgesamt 17 Eigenmarken, die für etwa 40 % der Umsätze verantwortlich waren. Als wichtigste und umsatzstärkste Marke bezeichnet das Unternehmen dabei ASOS Design mit seinen Sub-Labels wie ASOS 4505 oder ASOS Edition. Die sogenannten Venture Brands wie Collusion (eingeführt im Oktober 2018), Reclaimed Vintage oder AsYou werden zwar ausschließlich bei Asos angeboten, aber nicht direkt von Asos gesteuert. Auch die 2021 übernommenen Marken Topshop, Topman, Miss Selfridge und HIIT gehören zu den Venture Brands. Über den Onlineshop werden außerdem über 850 Fremdmarken angeboten, auch über einen virtuellen Marktplatz und einen Online-Outlet.
Das Kundenmagazin ASOS wurde Ende 2019 nach über 100 Ausgaben eingestellt. Es galt zeitweise als die meistgelesene Modezeitschrift in Großbritannien.
2014 startete Asos das User-generated-content-Portal AsSeenOnMe, auf dem Kundinnen und Kunden Outfits mit Asos-Produkten zeigen und nachkaufen konnten (Social shopping).

### Standorte und Lieferketten

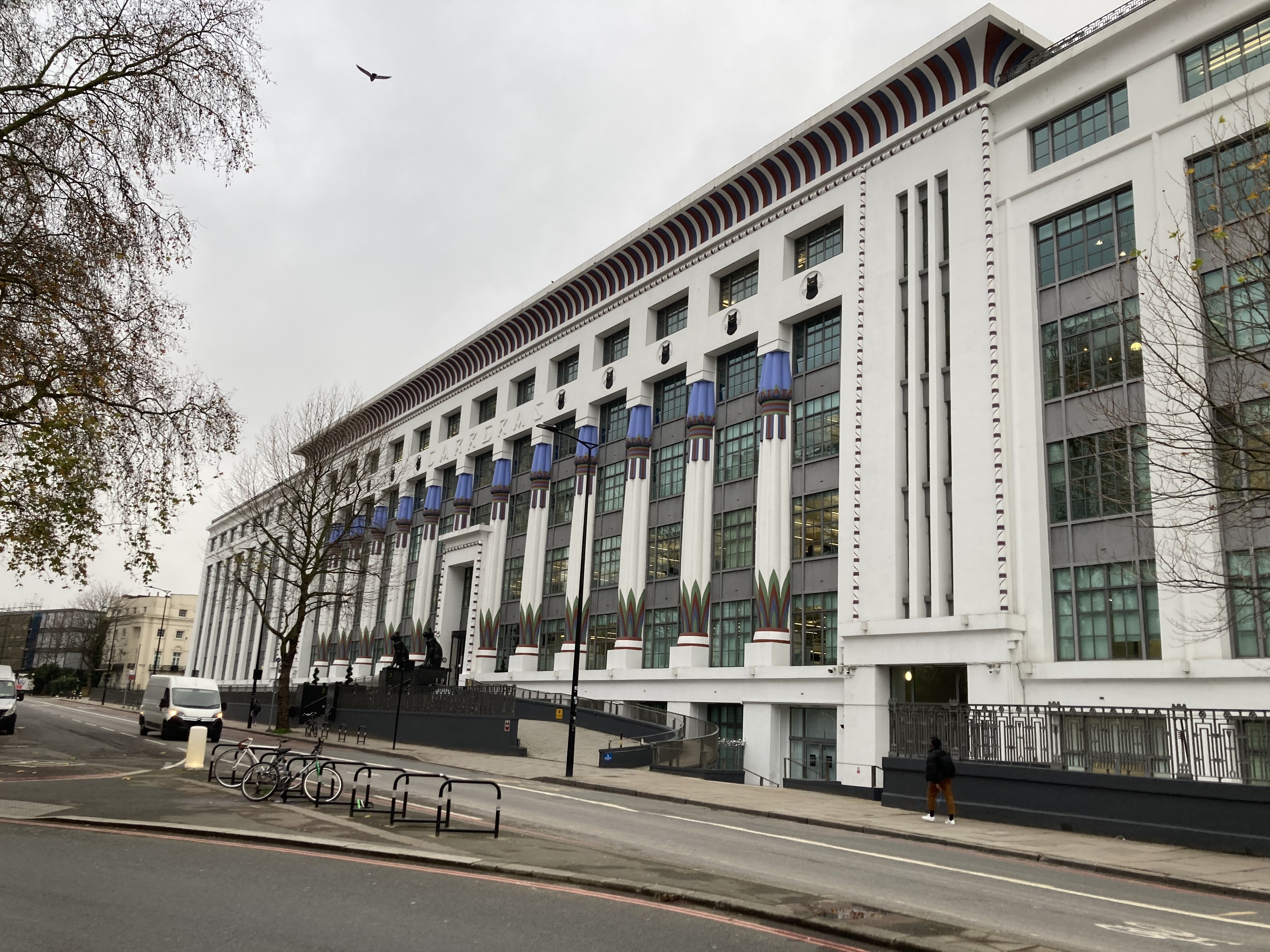
Greater London House, 2020

Asos hat seinen Hauptsitz in der historischen Carreras Cigarette Factory (auch Greater London House genannt) in Camden Town, einem Gebiet im Norden von London. Das Unternehmen betreibt außer dem ein Callcenter bei Watford in Hertfordshire sowie weitere Büros weltweit.
Asos verfolgt eine Zentrallogistik-Strategie und nutzt weltweit vier Distributionszentren zur Auslieferung. Das Neueste im englischen Lichfield nahm Ende August 2021 den Betrieb auf. Der wichtigste Standort ist Barnsley, wo etwa 70 % des Bestands gelagert wird. Stand Mitte 2021 wurden von dort aus Bestellungen aus Großbritannien, Irland und der restlichen Welt bearbeitet. Die übrigen Standorte sind seit 2014 Großbeeren bei Berlin (seit 2014, später ausgebaut) und Union City in Georgia nahe Atlanta (seit 2018). Berlin beliefert die übrigen europäischen Länder, Atlanta Nordamerika und Teile Mittelamerikas. Darüber hinaus betreibt Asos vier separate Rücksendezentren (Selby, Doncaster, Posen und Krupka), das Logistikzentrum bei Atlanta verarbeitet gleichzeitig aus- und eingehende Sendungen. Nach Aussagen des Unternehmens werden 97 % der rückgesendeten Artikel weiterverkauft.
Nach eigenen Aussagen haben etwa 40 % des Warenbestands eine kurze Lieferzeit und werden innerhalb von 2–8 Wochen aus nahegelegenen Regionen wie der Türkei, Marokko und Europa (vor allem Südosteuropa) bezogen. Der Rest stammt aus Asien (wichtigste Länder: VR China und Indien) sowie Ostafrika und hat eine Durchlaufzeit von etwa 8–20 Wochen, bis er in den Distributionszentren eintrifft.

### Konzernstruktur und Eigentümer
Die ASOS Plc. ist die Holdinggesellschaft des Asos-Konzerns, das operative Geschäft wird über die ASOS.com Ltd. abgewickelt.

## Sponsor
Während der Formel-1-Weltmeisterschaft 2014 war Asos Sponsor des McLaren-Teams. Zunächst wurde angenommen, dass das Sponsoring ein einmaliges Geschäft sein würde, das nur auf der 2014 Australian Grand Prix-Strecke, dem ersten Rennen in der Saison, vergeben wurde. Dies erwies sich jedoch als falsch, da das ASOS.com-Logo während der ganzen Saison auf dem hinteren Flügel des 2014er Formel-Eins-Rennautos zu sehen war.